# De olieman heeft een Fordje opgedaan
De olieman heeft een Fordje opgedaan is een revueliedje uit het repertoire van de Nederlandse cabaretier en revue-artiest Louis Davids. Het werd geschreven door Jacques van Tol in 1933. Het bestaat uit vijf coupletten en een refrein.

## Inhoud
Het liedje gaat over de olieman Nelis, een kleine middenstander uit een volksbuurt in Amsterdam die op een dag besluit om een auto te kopen. Hij verpandt zijn radio en schaft voor 70 gulden een roestig oud (T-)Fordje aan op het autokerkhof, en maakt vervolgens de buurt jaloers door zich trots met zijn voertuig door de Amsterdamse straten te reppen. De buren krijgen echter revanche wanneer de olieman op een zondagmorgen besluit om zijn vrouw en kroost een dagje uit rijden te nemen. Hoe olieman Nelis ook probeert, het ding wil niet starten. En wanneer het eindelijk start, betekent dat ook meteen het einde van het vehikel.
Een wijze oude opa riep, door het geknal verdoofd,
Dat ding rijdt naar z'n ondergang, net als de P.C. Hooft
Het liedje werd geschreven in een tijd dat er door de traditionele autobezitters nogal werd neergekeken op de T-Ford, de eerste auto die in massaproductie vervaardigd werd. Mogelijk was die weerzin tegen de T-Ford ontstaan uit afkeer van de emancipatie van de middengroepen in de samenleving.

## Trivia
Het refrein was jarenlang het verenigingslied van het Gezelschap Tubalkaïn, de studievereniging van Materiaalkunde aan de Technische Universiteit Delft. De slotzin “Tuf, tuf, tuf” was daarbij vervangen door “Tub, tub, tub”.
Het refrein wordt sinds 1937 gebruikt als lied van de Delftsche Studenten Motor Club "Technische Touristen".